# أحمد عسيري (رياضي)
أحمد عسيري (مواليد 12 فبراير 1952) هو عداء سعودي، مثّل بلاده في سباق 400 متر خلال الألعاب الأولمبية الصيفية 1976.

## المشاركة الأولمبية

### مونتريال 1976
ألعاب القوى – 400 متر عدو رجال
| الرُّتبة | المجموعة 2                      | الزمن |
| ------ | ------------------------------- | ----- |
| 1.     | فريد نيوهاوس (الولايات المتحدة) | 45.42 |
| 2.     | ريك ميتشيل (أستراليا)           | 46.11 |
| 3.     | جان فيرنر (بولندا)              | 46.19 |
| 4.     | ألفونسو دي غويدا (إيطاليا)      | 46.52 |
| 5.     | لايتون بريستلي (جامايكا)        | 46.74 |
| 6.     | دون دومانسكي (كندا)             | 47.24 |
| 7.     | إيرول ثورتون (بليز)             | 48.91 |
| 8.     | أحمد عسيري (السعودية)           | 49.72 |

مرجع:
ألعاب القوى – سباق 400 متر تتابع

#### نصف النهائي
- أُجري السّباق بتاريخ 30 يوليو 1976

#### المجموعة 1
| الرُّتبة | البلد                  | الرّياضيون                                                     | الزمن   |
| ------ | ---------------------- | ------------------------------------------------------------- | ------- |
| 1.     | الولايات المتحدة (USA) | • هيرمان فريزر • بيني براون • فريد نيوهاوس • ماكسي باركس      | 2:59.52 |
| 2.     | ألمانيا الغربية (FRG)  | • فرانز بيتر هوفميستر • لوثر كريغ • هارالد شميد • برند هيرمان | 3:03.24 |
| 3.     | جامايكا (JAM)          | • لايتون بريستلي • دون كاري • كولن برادفورد • سايمور نيومان   | 3:03.86 |
| 4.     | كندا (CAN)             | • إيان سيل • دون دومانسكي • لايتون هوب • برايان سوندرز        | 3:03.89 |
| 5.     | فنلندا (FIN)           | • هانو ماكيلا • أوسي كارتونين • ستيج لونكفيست • ماركو كوكواهو | 3:05.02 |
| 6.     | بورتوريكو (PUR)        | • بيدرو فيرير • إيفان مانجوال • خوليو فيرير • خورخي أورتيز    | 3:06.08 |
| 7.     | السعودية (KSA)         | • كامل العباسي • حامد علي • أحمد عسيري • حسن مسلم             | 3:17.53 |
| —      | بريطانيا العظمى (GBR)  | • إينسلي بينيت • جلان كوهن • ديفيد جنكينز • آلان باسكو        | DNF     |

مرجع:

## وصلات خارجية
أحمد عسيري (رياضي) على موقع أوليمبيديا (الإنجليزية)